# Bernard Santal
Bernard Santal (ur. 17 lutego 1960 roku w Genewie) – szwajcarski kierowca wyścigowy.

## Kariera
Santal rozpoczął karierę w międzynarodowych wyścigach samochodowych w 1982 roku od startów we Francuskiej Formule 3 oraz Europejskiej Formule 3. Z dorobkiem odpowiednio 45 i trzech punktów uplasował się odpowiednio na ósmej oraz szesnastej pozycji w klasyfikacji generalnej. W późniejszych latach pojawiał się także w stawce Formuły 3000, Grand Prix Monako Formuły 3, World Touring Car Championship, European Touring Car Championship, World Sports-Prototype Championship, Barber Saab Pro Series, 24-godzinnego wyścigu Le Mans, IMSA Camel GTP Championship, Renault 21 Turbo European Cup, Sportscar World Championship, Peugeot 905 Spider Cup oraz V de V Challenge Endurance Moderne.
W Formule 3000 Szwajcar został zgłoszony do dwóch wyścigów sezonu 1986. Jednak zakwalifikował się tylko do jednego wyścigu, którego nie zdołał ukończyć.